# Románia Csillaga érdemrend

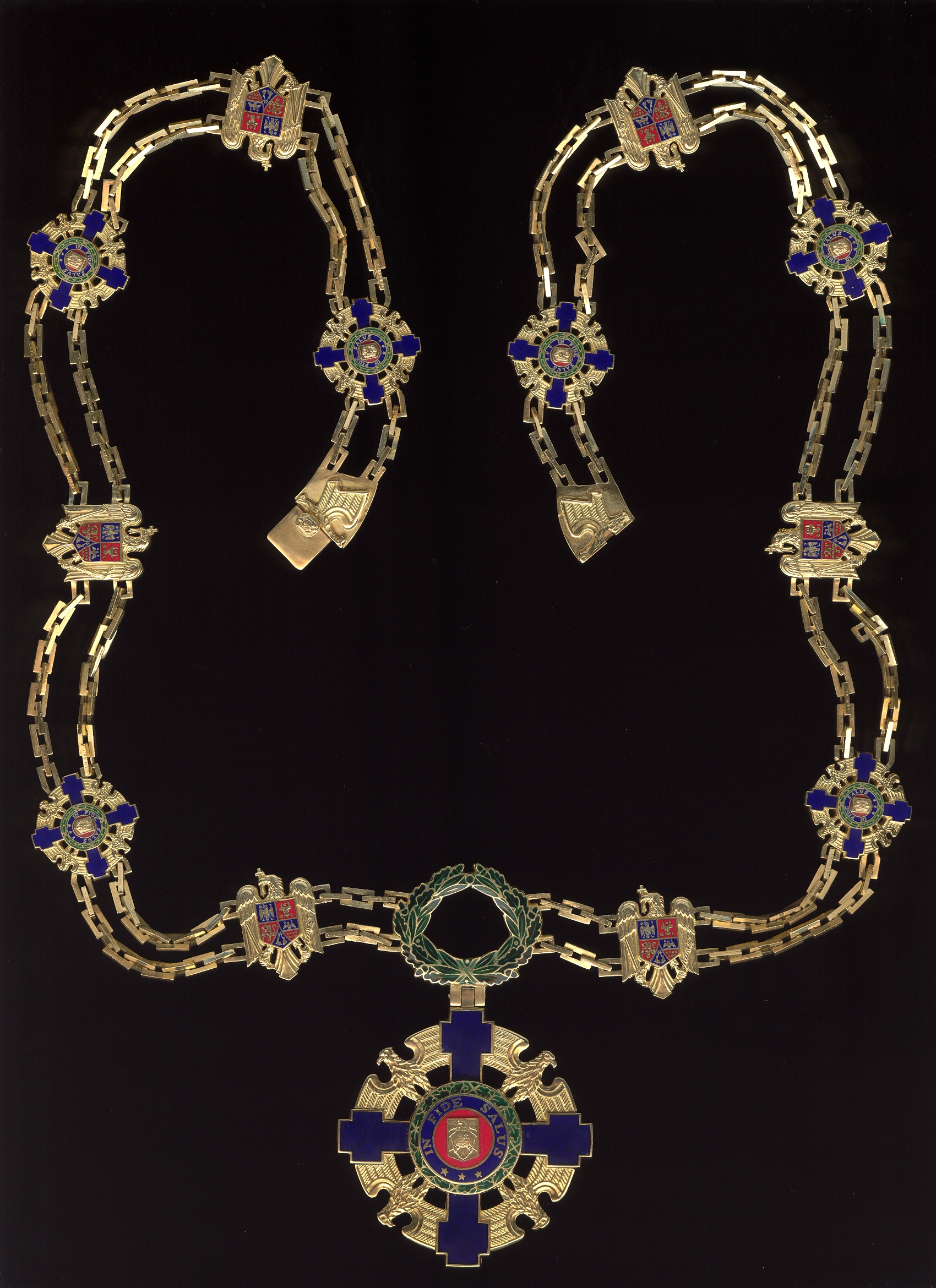
Románia Csillaga érdemrend

A Románia Csillaga érdemrend (románul: Steaua României vagy teljes nevén Ordinul Naţional „Steaua României”) Románia legmagasabb szintű állami kitüntetése. Az érdemrendet az államfő adományozza. A Románia Csillaga érdemrendet I. Károly román király alapította 1877. május 10-én. Az érdemrendnek 1938 óta hat tagozata van, és minden tagozatba korlátozott számú katonai illetve polgári személy tartozhat, az alábbiak szerint:
- Nagykereszt (Mare Cruce): 45 civil és 15 katona
- Első osztály (Clasa I): 75 civil és 25 katona
- Főtiszt (Mare Ofiţer): 100 civil és 40 katona
- Parancsnok (Comandor): 300 civil és 125 katona
- Tiszt (Ofiţer): 750 civil és 250 katona
- Lovag (Cavaler): 1500 civil és 500 katona

A kitüntetés külföldi méltóságoknak is adományozható, és rájuk nem vonatkoznak a fenti számbeli korlátozások.
A Románia Csillaga érdemrendet a Román Népköztársaság kikiáltása után 1948-ban betiltották. 1999-ben a Parlament döntése alapján a kitüntetést újra bevezették. 